# Шокпар (Павлодарская область)
Шокпар (каз. Шоқпар) — упразднённое село в Актогайском районе Павлодарской области Казахстана. Входило в состав Муткеновского сельского округа. Код КАТО — 553249600. Исключено из учётных данных в 2017 г.

## Население
В 1999 году население села составляло 210 человек (103 мужчины и 107 женщин). По данным переписи 2009 года, в селе проживало 59 человек (31 мужчина и 28 женщин).